# Lawrence Gowing
Sir Lawrence Burnett Gowing (* 21. April 1918 in Stoke Newington, London; † 5. Februar 1991 in London) war ein britischer Maler und Kunsthistoriker.

## Biografie
Lawrence Gowing absolvierte nach dem Schulbesuch ein Studium der Malerei an der Euston Road School bei William Coldstream. Sein bekanntestes Gemälde vor dem Zweiten Weltkrieg war das 1937 entstandene „Mare Street, Hackney“. Seinen vom Impressionismus geprägten Malereistil wandte er insbesondere in Porträts an wie 1944 im Bildnis „Mrs Roberts“.
1948 wurde er selbst zum Professor für Schöne Künste an die University of Durham berufen, an der er bis 1958 tätig war. Zeitgleich war er Rektor der King Edward VII. School of Art in Newcastle upon Tyne. 1958 erfolgte seine Ernennung zum Rektor der Chelsea School of Art, deren Leiter er bis 1965 blieb. 1967 wurde Gowing zum Professor für schöne Künste an der University of Leeds berufen, an der er bis zu seiner Berufung im Jahr 1975 zum Professor an der Slade School of Fine Art des University College London lehrte. Nach dortiger zehnjähriger Tätigkeit trat er 1985 in den Ruhestand. 1982 war er als Knight Bachelor geadelt worden, und 1989 wurde er in die American Academy of Arts and Sciences gewählt.

## Veröffentlichungen
Während seiner Lehrtätigkeit veröffentlichte er mehrere kunsthistorische Werke wie:
- Renoir. 1947.
- Vermeer. 1952.
- John Constable. 1961.
- Goya. 1965.
- Matisse. 1979. Neuauflage: Lichtenberg, München 1997, ISBN 3-7852-8406-3.
- Lucian Freud. 1982.

Darüber hinaus war er Mitherausgeber von
- Germain Bazin, Horst Gerson, Lawrence Gowing u. a. (Hrsg.): Kindlers Malereilexikon. Band 1–6. Kindler, Zürich 1964–1971.